# Matemale
Matemale (în catalană Matamala) este o comună în departamentul Pyrénées-Orientales din sudul Franței. În 2009 avea o populație de 294 de locuitori.

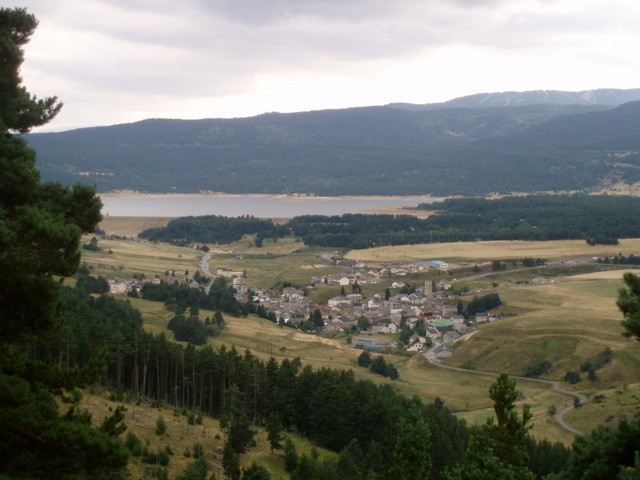
Matemale

## Evoluția populației
| An        | 1975 | 1982 | 1990 | 1999 | 2006 | 2009 |
| --------- | ---- | ---- | ---- | ---- | ---- | ---- |
| Populație | 106  | 151  | 222  | 242  | 290  | 294  |